# Robert J. Chassell
Robert Chassell, anche noto come Bob (Bennington, 22 agosto 1946 – Great Barrington, 30 giugno 2017), è stato un informatico statunitense.
È stato uno dei fondatori della Free Software Foundation (FSF) nel 1985. Ha ricoperto anche il ruolo di tesoriere della FSF. Dopo aver lasciato la FSF è diventato un divulgatore a tempo pieno del software libero.

## Testi
Chassell ha scritto molti libri, tra questi:
- Software Freedom: An Introduction
- Chassell, Robert J., An introduction to Programming in Emacs Lisp, Boston, GNUpress, 2004, ISBN 1-882114-56-6.